# Стефан Стојачић
Стефан Стојачић (Нови Сад, 20. фебруар 1989) српски је кошаркаш. Игра на позицији бека. Његов млађи брат Страхиња такође се бави кошарком.

## Биографија
Играо је у млађим категоријама Партизана, а сениорску каријеру је почео у екипи Мега Визуре. У марту 2010. је потписао уговор са Црвеном звездом до краја сезоне, тј. до краја такмичења у Суперлиги Србије. За сезону 2010/11. прелази у Раднички из Крагујевца. Након тога је две године био играч Војводине Србијагас. У сезони 2012/13, са Војводином Србијагас осваја прво место у Кошаркашкој лиги Србије након чега је изборен и пласман и у Јадранску лигу, у којој клуб није учествовао због финансијских проблема. Стојачић је тада одлучио да се заврши играчку каријеру. Вратио се, ипак, 2016. у изворну Војводину на годину дана. Уследила је пауза, посвећивање кошарци 3x3, а у сезони 2020/21. се поново кошаркашки активирао у Херцеговцу из Гајдобре.
Са репрезентацијом Србије до 19 година је освојио златну медаљу на Светском првенству 2007. у Новом Саду. Исте године, са селекцијом до 18 година, осваја злато на Европском првенству у Мадриду. Наредне 2008. године, са репрезентацијом до 20 година је освојио још једну златну медаљу, овога пута на Европском првенству у Риги.

## Успеси

### Репрезентативни
- Европско првенство до 18 година:  2007.
- Светско првенство до 19 година:  2007.
- Европско првенство до 20 година:  2008.
- Светско првенство у 3x3:  2018.